# Jessica McClure
Jessica McClure Morales (Midland, Texas, 26 de Março de 1986), mais conhecida por Baby Jessica, é uma norte-americana que tornou-se mundialmente famosa quando, com 1 ano e meio de idade, caiu em um poço abandonado.

## Acidente e resgate
Jessica McClure tornou-se mundialmente famosa quando, com apenas 1 ano e meio de idade, caiu, de cabeça para baixo, num poço abandonado com cerca de 20 centímetros de diâmetro e 6,7m de profundidade que ficava no quintal de sua casa, sendo somente retirada com vida de lá 2 dias e meio depois. Filha do casal de adolescentes Chip e Cissy McClure, Jessica brincava com a irmã no quintal de casa no dia 14 de outubro de 1987, quando a mãe deixou as crianças sozinhas para atender o telefone dentro da residência. Minutos depois, Jessica desapareceu dentro do poço abandonado.
Seu resgate foi transmitido ao vivo para todo o mundo pela CNN. Utilizando-se de uma então nova tecnologia de perfuração de poços conhecida por Corte com jato de água, as equipes de resgate perfuraram um poço paralelo ao que Jessica caiu e, em seguida, criaram um túnel para ter acesso onde Jessica estava presa. Assim que foi resgatada, Jessica foi encaminhada ao hospital, onde teve que se submeter a 15 cirurgias. Seu pé direito teve que ser reconstruído porque ficou gangrenado por passar muitas horas acima de sua cabeça.

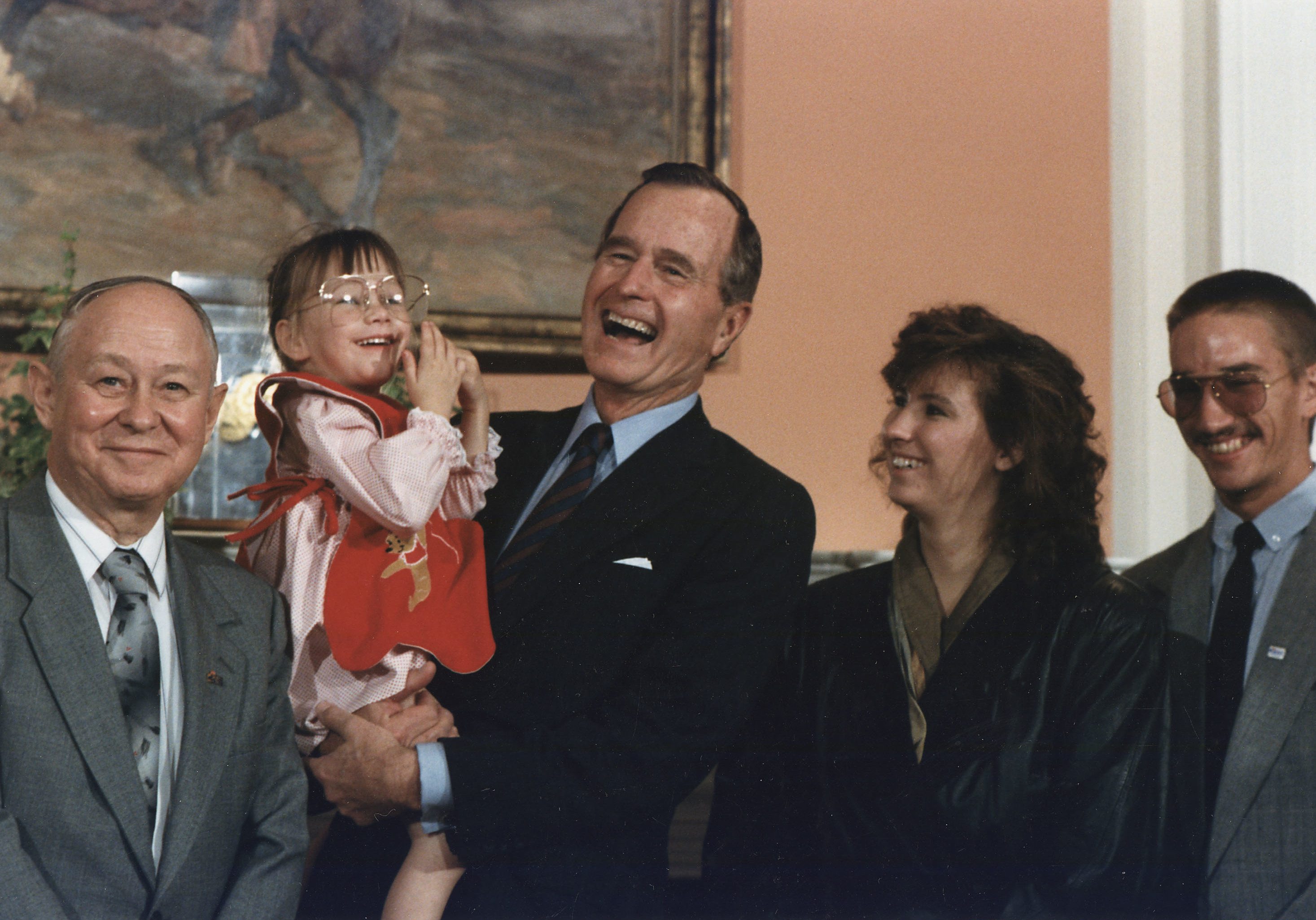
A bebê Jessica no colo de George H. W. Bush, em 1988.

Ao verem o seu resgate transmitido pela TV, pessoas de todo o mundo ficaram comovidas com a história e doaram dinheiro para a menina. Ela recebeu tanto dinheiro que sua família criou um fundo para guardá-lo. Ela só pode retirar os cerca de US$ 1 milhão depositados no fundo quando completou 25 anos de idade. Além disso, a família chegou a receber um telefonema do então presidente Ronald Reagan e a visita no hospital do vice-presidente dos Estados Unidos na época, George H. W. Bush, e de sua mulher.
As imagens do resgate, registradas pelo fotógrafo Scott Shaw, ganharam o Prêmio Pulitzer em 1988.
Robert O'Donnell, paramédico do Corpo de Bombeiros de Midland, foi o escolhido para chegar a Jessica. Demorou mais de 20 minutos para levar Jéssica até ao segundo poço. Robert O'Donnell tornou-se num herói nacional. Mas, passado o rodopio midiático inicial, acabou eventualmente por voltar ao anonimato e nunca superou o stresse pós-traumático do resgate ou a passagem da glória ao esquecimento. Suicidou-se em 1995.
Jessica não tem uma memória daqueles dias. Em 1989, sua história acabou sendo contada no filme Everybody's Baby: The Rescue of Jessica McClure, que no Brasil recebeu o título de O Resgate de Jessica.
Em 2006, o doutor Lance Lunsford publicou o livro "The Rainbow's Shadow: True Stories of Baby Jessica's Rescue & the Tragedies That Followed", que conta um pouco a história de seu resgate.
No dia 30 de maio de 2007, o jornal USA Today colocou o incidente de McClure em sua lista de "25 vidas que causaram um impacto inesquecível".

## Na Cultura Popular
- Algumas cenas do resgate da menina que foram transmitidas pela CNN aparecem no clipe "Man in the Mirror", do Michael Jackson.
- O episódio dos Simpsons "Radio Bart" (1992) girou em torno de um incidente semelhante. Neste episódio, Bart inventa uma história de um menino chamado Timmy O'Toole, dizendo que ele caiu num poço e por isso gerou uma onda de solidariedade em Springfield. Mais tarde, Bart cai mesmo no poço, mas só recebe a ajuda da sua família e de Sting. Ele então confessa a sua tramóia.[6][7]
- No episódio "Heavy is the Head" (2017), da série de televisão Modern Family, o personagem Cam revela que ele caiu em um poço no mesmo dia que McClure, mas que ela recebeu toda a atenção da imprensa.[8]
- O longo poema narrativo "Jessica from the Well", do autor Lucie Brock-Broido, narra os acontecimentos do resgate da menina do ponto de vista de McClure, descrevendo-a como tendo uma compreensão básica dos elementos físicos e míticos de sua situação. Este poema já foi reimpresso várias vezes.[9]
- Em 2010, o músico de blues Charlie Musselwhite lançou um álbum intitulado "The Well". Na canção que dá nome ao álbum, Charlie credita a provação de McClure por inspirá-lo a parar de beber.[10]
- O episódio "National Treasure 4: Baby Franny: She's Doing Well: The Hole Story" , da sitcom de animação American Dad!, apresenta um enredo que é essencialmente uma paródia à história de McClure, incluindo uma história girando em torno dos infortúnios de seu salvador.